# راسوی اهلی
راسوی اهلی یا قاقم اهلی نوع اهلی قاقم دورنگ اروپایی است. جنس نر این جانور از ماده آن بزرگتر است. این جانواران معمولاً قهوه‌ای، سیاه یا مخلوطی از این دو رنگ هستند. به طور میانگین معادل ۵۱ سانتی متر دارند که شامل ۱۳ سانتی متر دم می‌شود. با وزنی حدود ۰٫۷ تا ۲ کیلوگرم و بین ۷ تا ۱۰ سال عمر می‌کنند.
تاریخچه اهلی کردن این جاندار مانند اغلب جانوران نامشخص است اما احتمالاً به کمتر از ۲۵۰۰ سال پیش و به احتمال بسیار در شمال آفریقا یا شبه‌جزیره ایبری و به منظور از بین بردن موش‌ها و کمک در شکار خرگوش برمی‌گردد. این جانداران هنوز هم در برخی مناطق جهان جهت شکار خرگوش استفاده می‌شوند اما اغلب به صورت حیوان خانگی نگهداری می‌شوند.
راسوها از جانوران پگاه‌رو هستند و این به این معنی است که ۱۴ تا ۱۸ ساعت از روز را در خوابند و از غروب آفتاب تا طلوع آن فعال هستند. برخلاف برخی از انواع هم گونه خود این حیوان به صورت اجتماعی زندگی می‌کند.آنها از محدوده خود دفاع می‌کنند و ترجیح می‌دهند در یک محیط بسته بخوابند.
راسو گوشت‌خوار است و به دلیل طول بسیار کم دستگاه گوارشی باید هر چهار تا شش ساعت غذا بخورد. غذای آنان شامل گوشت، استخوان، اعضای داخلی، پر و پوست و .. می‌باشد.
این حیوان نرخ زاد و ولد سریعی دارد. دوره بارداری ۴۲ روز است. هر ماده دو یا سه بار در سال می‌تواند زایمان کند و هر بار ۳ تا ۷ بچه به دنیا آورد.
انواع رمیده این حیوان در برخی مناطق به طور وحشی زندگی می‌کنند و در مناطقی که قاقم دورنگ اروپایی وجود داشته باشد با آن آمیخته و جوامع دورگهای را تشکیل می‌دهند. بیشترین جمعیت این راسوها در نیوزیلند است. در سال‌های ۱۸۸۴ تا ۱۸۸۶ حدود ۴ هزار راسو وارد این کشور شدند تا جمعیت خرگوشهایی را که به کشاورزی آسیب جدی وارد می‌کردند کنترل کنند اما همانطور که بسیاری پیش‌بینی می‌کردند، وقتی جمعیت خرگوش‌ها کم شد آنها به سراغ پرنده‌های بدون پرواز نیوزیلندی و تخم‌های آنها رفته و باعث انقراض بسیاری از آنها شدند.